# Corte Madera (miasto)
Corte Madera – miasto w Stanach Zjednoczonych, w stanie Kalifornia, w hrabstwie Marin. Według spisu ludności z roku 2010, w Corte Madera mieszka 9253 mieszkańców. Nazwa miasta pochodzi od hiszpańskiego „corte madera”, co dosłownie oznacza „rąb drewno”. Okolice Corte Madera słynęły z produkcji drewna używanego do budowy domów w niedalekim San Francisco.